# Liste der Kulturdenkmäler in Birkenheide
In der Liste der Kulturdenkmäler in Birkenheide sind alle Kulturdenkmäler der rheinland-pfälzischen Ortsgemeinde Birkenheide aufgeführt. Grundlage ist die Denkmalliste des Landes Rheinland-Pfalz (Stand: 18. Juli 2022).

## Einzeldenkmäler
| Bezeichnung                               | Lage               | Baujahr | Beschreibung | Bild            |
| ----------------------------------------- | ------------------ | ------- | --- | --------------- |
| Protestantische Pfarrkirche (Lukaskirche) | Waldstraße 32 Lage | 1951    | hausartiger Holzbau mit Gemeinderaum unter gemeinsamem Satteldach, 1951, Architekt Otto Bartning (Notkirchenprogramm 1948) | Fotos hochladen |